# Zone de nature sauvage Rogue-Umpqua Divide
La Zone de nature sauvage Rogue-Umpqua Divide (anglais : Rogue-Umpqua Divide Wilderness) est une aire sauvage de 134 km2 située dans l’Oregon au nord-ouest des États-Unis. Créée en 1984, elle s'étend dans les forêts nationales de Rogue River–Siskiyou et d'Umpqua au sein de la chaîne des Cascades.

## Géographie
La réserve est située à quelques kilomètres à l'ouest du parc national de Crater Lake. Elle s'étend le long de la crête qui divise les bassins des cours d'eau Rogue et Umpqua. L'altitude y varie entre 900 et 2 067 m au sommet de la Fish Mountain. La géologie se caractérise par un mélange de roches volcaniques et sédimentaires,.

## Milieu naturel
Une grande partie de la réserve est recouverte d'une forêt composée de conifères comme le Sapin de Douglas, le Pin ponderosa, le Pin tordu et la Pruche de l'Ouest. Certaines portions de cette forêt sont de type forêt primaire

### Référence
1. ↑  (en) « Wilderness Acreage Breakdown for The Rogue-Umpqua Divide Wilderness », sur Wilderness.net (consulté le 9 mars 2010)
2. ↑  (en) « Rogue-Umpqua Divide Wilderness: Applicable Wilderness Law(s) », sur Wilderness.net (consulté le 9 mars 2010)
3. 1 2  (en) Rogue River – Siskiyou National Forest
4. ↑  (en) Rogue–Umpqua Divide Wilderness - Public Lands Information Center
5. 1 2  (en) Umpqua National Forest